# Iława (comune rurale)
Iława (Deutsch Eylau fino al 1945) è un comune rurale polacco del distretto di Iława, nel voivodato della Varmia-Masuria.
Ricopre una superficie di 423,55 km² e nel 2004 contava 11 672 abitanti.
Il capoluogo è Iława, che non fa parte del territorio ma costituisce un comune a sé.